# Jhinkpani
Jhinkpani é uma vila no distrito de Pashchimi Singhbhum, no estado indiano de Jharkhand.

## Demografia
Segundo o censo de 2001, Jhinkpani tinha uma população de 11 835 habitantes. Os indivíduos do sexo masculino constituem 51% da população e os do sexo feminino 49%. Jhinkpani tem uma taxa de literacia de 55%, inferior à média nacional de 59,5%: a literacia no sexo masculino é de 65% e no sexo feminino é de 45%. Em Jhinkpani, 15% da população está abaixo dos 6 anos de idade.